# Wimbledon Championships 2016
Die 130. Wimbledon Championships waren das dritte von vier Grand-Slam-Turnieren der Saison, den am höchsten dotierten Tennisturnieren. Sie fanden vom 27. Juni bis zum 10. Juli 2016 in London statt. Ausrichter war der All England Lawn Tennis and Croquet Club.
Titelverteidiger im Einzel waren Novak Đoković bei den Herren sowie Serena Williams bei den Damen. Im Herrendoppel waren Jean-Julien Rojer und Horia Tecău, im Damendoppel Martina Hingis und Sania Mirza die Vorjahressieger. Titelverteidiger im Mixed waren Martina Hingis und Leander Paes.

## Preisgeld
Das Preisgeld betrug in diesem Jahr 28.100.000 Pfund Sterling (etwa 36.622.000 Euro), was einen Anstieg zum Vorjahr von 5 % bedeutete.
Für die dazugehörenden Punkte für die Tennisweltrangliste, siehe die jeweiligen Unterkapitel.
| Erreichte Runde | Einzel      | Doppel*   | Mixed*    |
| --------------- | ----------- | --------- | --------- |
| Sieg            | 2.000.000 £ | 350.000 £ | 100.000 £ |
| Finale          | 1.000.000 £ | 175.000 £ | 50.000 £  |
| Halbfinale      | 500.000 £   | 88.000 £  | 25.000 £  |
| Viertelfinale   | 250.000 £   | 44.000 £  | 12.000 £  |
| Achtelfinale    | 132.000 £   | 23.250 £  | 6.000 £   |
| Dritte Runde    | 80.000 £    | 14.250 £  | 3.000 £   |
| Zweite Runde    | 50.000 £    | 9.250 £   | 1.500 £   |
| Erste Runde     | 30.000 £    |           |           |
| Q3              | 15.000 £    |           |           |
| Q2              | 7.500 £     |           |           |
| Q1              | 3.775 £     |           |           |

* pro Team; Q = Qualifikationsrunde

## Absagen
Vor Turnierbeginn hatten folgende Topspieler, die einen gesetzten Startplatz gehabt hätten, ihre Teilnahme abgesagt:
- Wiktoryja Asaranka, Knieverletzung[1]
- Rafael Nadal, Handgelenksverletzung[2]
- Marija Scharapowa, von der ITF gesperrt[3]

## Herreneinzel
Setzliste
| Nr. | Spieler               | Erreichte Runde |
| --- | --------------------- | --------------- |
| 01. | Novak Đoković         | 3. Runde        |
| 02. | Andy Murray           | Sieg            |
| 03. | Roger Federer         | Halbfinale      |
| 04. | Stan Wawrinka         | 2. Runde        |
| 05. | Kei Nishikori         | Achtelfinale    |
| 06. | Milos Raonic          | Finale          |
| 07. | Richard Gasquet       | Achtelfinale    |
| 08. | Dominic Thiem         | 2. Runde        |
| 09. | Marin Čilić           | Viertelfinale   |
| 10. | Tomáš Berdych         | Halbfinale      |
| 11. | David Goffin          | Achtelfinale    |
| 12. | Jo-Wilfried Tsonga    | Viertelfinale   |
| 13. | David Ferrer          | 2. Runde        |
| 14. | Roberto Bautista Agut | 3. Runde        |
| 15. | Nick Kyrgios          | Achtelfinale    |
| 16. | Gilles Simon          | 2. Runde        |

| Nr. | Spieler               | Erreichte Runde |
| --- | --------------------- | --------------- |
| 17. | Gaël Monfils          | 1. Runde        |
| 18. | John Isner            | 3. Runde        |
| 19. | Bernard Tomic         | Achtelfinale    |
| 20. | Kevin Anderson        | 1. Runde        |
| 21. | Philipp Kohlschreiber | 1. Runde        |
| 22. | Feliciano López       | 3. Runde        |
| 23. | Ivo Karlović          | 2. Runde        |
| 24. | Alexander Zverev      | 3. Runde        |
| 25. | Viktor Troicki        | 2. Runde        |
| 26. | Benoît Paire          | 2. Runde        |
| 27. | Jack Sock             | 3. Runde        |
| 28. | Sam Querrey           | Viertelfinale   |
| 29. | Pablo Cuevas          | 1. Runde        |
| 30. | Oleksandr Dolhopolow  | 2. Runde        |
| 31. | João Sousa            | 3. Runde        |
| 32. | Lucas Pouille         | Viertelfinale   |

## Dameneinzel
Setzliste
| Nr. | Spielerin            | Erreichte Runde |
| --- | -------------------- | --------------- |
| 01. | Serena Williams      | Sieg            |
| 02. | Garbiñe Muguruza     | 2. Runde        |
| 03. | Agnieszka Radwańska  | Achtelfinale    |
| 04. | Angelique Kerber     | Finale          |
| 05. | Simona Halep         | Viertelfinale   |
| 06. | Roberta Vinci        | 3. Runde        |
| 07. | Belinda Bencic       | 2. Runde        |
| 08. | Venus Williams       | Halbfinale      |
| 09. | Madison Keys         | Achtelfinale    |
| 10. | Petra Kvitová        | 2. Runde        |
| 11. | Timea Bacsinszky     | 3. Runde        |
| 12. | Carla Suárez Navarro | Achtelfinale    |
| 13. | Swetlana Kusnezowa   | Achtelfinale    |
| 14. | Samantha Stosur      | 2. Runde        |
| 15. | Karolína Plíšková    | 2. Runde        |
| 16. | Johanna Konta        | 2. Runde        |

| Nr. | Spielerin                    | Erreichte Runde |
| --- | ---------------------------- | --------------- |
| 17. | Elina Switolina              | 2. Runde        |
| 18. | Sloane Stephens              | 3. Runde        |
| 19. | Dominika Cibulková           | Viertelfinale   |
| 20. | Sara Errani                  | 2. Runde        |
| 21. | Anastassija Pawljutschenkowa | Viertelfinale   |
| 22. | Jelena Janković              | 2. Runde        |
| 23. | Ana Ivanović                 | 1. Runde        |
| 24. | Barbora Strýcová             | 3. Runde        |
| 25. | Irina-Camelia Begu           | 1. Runde        |
| 26. | Kiki Bertens                 | 3. Runde        |
| 27. | Coco Vandeweghe              | Achtelfinale    |
| 28. | Lucie Šafářová               | Achtelfinale    |
| 29. | Darja Kassatkina             | 3. Runde        |
| 30. | Caroline Garcia              | 2. Runde        |
| 31. | Kristina Mladenovic          | 1. Runde        |
| 32. | Andrea Petković              | 2. Runde        |

## Herrendoppel
Setzliste
| Nr. | Paarung                             | Erreichte Runde |
| --- | ----------------------------------- | --------------- |
| 01. | Pierre-Hugues Herbert Nicolas Mahut | Sieg            |
| 02. | Bob Bryan Mike Bryan                | Viertelfinale   |
| 03. | Jamie Murray Bruno Soares           | Viertelfinale   |
| 04. | Jean-Julien Rojer Horia Tecău       | 1. Runde        |
| 05. | Ivan Dodig Marcelo Melo             | Achtelfinale    |
| 06. | Rohan Bopanna Florin Mergea         | Achtelfinale    |
| 07. | Łukasz Kubot Alexander Peya         | 1. Runde        |
| 08. | Vasek Pospisil Jack Sock            | Achtelfinale    |

| Nr. | Paarung                           | Erreichte Runde |
| --- | --------------------------------- | --------------- |
| 09. | Dominic Inglot Daniel Nestor      | 2. Runde        |
| 10. | Henri Kontinen John Peers         | Viertelfinale   |
| 11. | Raven Klaasen Rajeev Ram          | Halbfinale      |
| 12. | Treat Huey Maks Mirny             | Halbfinale      |
| 13. | Juan Sebastián Cabal Robert Farah | 2. Runde        |
| 14. | Radek Štěpánek Nenad Zimonjić     | Achtelfinale    |
| 15. | Pablo Cuevas Marcel Granollers    | Achtelfinale    |
| 16. | Mate Pavić Michael Venus          | Achtelfinale    |

## Damendoppel
Setzliste
| Nr. | Paarung                              | Erreichte Runde |
| --- | ------------------------------------ | --------------- |
| 01. | Martina Hingis Sania Mirza           | Viertelfinale   |
| 02. | Caroline Garcia Kristina Mladenovic  | Viertelfinale   |
| 03. | Chan Hao-ching Chan Yung-jan         | 2. Runde        |
| 04. | Jekaterina Makarowa Jelena Wesnina   | Viertelfinale   |
| 05. | Tímea Babos Jaroslawa Schwedowa      | Finale          |
| 06. | Andrea Hlaváčková Lucie Hradecká     | Achtelfinale    |
| 07. | Bethanie Mattek-Sands Lucie Šafářová | 1. Runde        |
| 08. | Julia Görges Karolína Plíšková       | Halbfinale      |

| Nr. | Paarung                                        | Erreichte Runde |
| --- | ---------------------------------------------- | --------------- |
| 09. | Xu Yifan Zheng Saisai                          | 1. Runde        |
| 10. | Raquel Atawo Abigail Spears                    | Halbfinale      |
| 11. | Andreja Klepač Katarina Srebotnik              | 1. Runde        |
| 12. | Margarita Gasparjan Monica Niculescu           | 1. Runde        |
| 13. | Vania King Alla Kudrjawzewa                    | 2. Runde        |
| 14. | Anabel Medina Garrigues Arantxa Parra Santonja | Achtelfinale    |
| 15. | Sara Errani Oksana Kalaschnikowa               | 1. Runde        |
| 16. | Kiki Bertens Johanna Larsson                   | 2. Runde        |

## Mixed
Setzliste
| Nr. | Paarung                        | Erreichte Runde |
| --- | ------------------------------ | --------------- |
| 01. | Sania Mirza Ivan Dodig         | 2. Runde        |
| 02. | Jelena Wesnina Bruno Soares    | 2. Runde        |
| 03. | Coco Vandeweghe Horia Tecău    | 1. Runde        |
| 04. | Chan Hao-ching Maks Mirny      | 2. Runde        |
| 05. | Chan Yung-jan Nenad Zimonjić   | Achtelfinale    |
| 06. | Andrea Hlaváčková Łukasz Kubot | Achtelfinale    |
| 07. | Raquel Atawo Raven Klaasen     | 1. Runde        |
| 08. | Kiki Bertens Jean-Julien Rojer | 2. Runde        |

| Nr. | Paarung                                  | Erreichte Runde |
| --- | ---------------------------------------- | --------------- |
| 09. | Lucie Šafářová Radek Štěpánek            | Achtelfinale    |
| 10. | Andreja Klepač Alexander Peya            | Viertelfinale   |
| 11. | Katarina Srebotnik Marcin Matkowski      | Viertelfinale   |
| 12. | Chuang Chia-jung Daniel Nestor           | 2. Runde        |
| 13. | Anastasia Rodionova Rohan Bopanna        | Achtelfinale    |
| 14. | Jaroslawa Schwedowa Aisam-ul-Haq Qureshi | Halbfinale      |
| 15. | Anna-Lena Grönefeld Robert Farah         | Finale          |
| 16. | Martina Hingis Leander Paes              | Achtelfinale    |

## Junioreneinzel
Setzliste
| Nr. | Spieler               | Erreichte Runde |
| --- | --------------------- | --------------- |
| 01. | Stefanos Tsitsipas    | Halbfinale      |
| 02. | Ulises Blanch         | Halbfinale      |
| 03. | Félix Auger-Aliassime | Viertelfinale   |
| 04. | Máté Valkusz          | Viertelfinale   |
| 05. | Denis Shapovalov      | Sieg            |
| 06. | Yōsuke Watanuki       | Achtelfinale    |
| 07. | Alex de Minaur        | Finale          |
| 08. | Geoffrey Blancaneaux  | Viertelfinale   |

| Nr. | Spieler                 | Erreichte Runde |
| --- | ----------------------- | --------------- |
| 09. | Genaro Alberto Olivieri | 2. Runde        |
| 10. | Chung Yun-seong         | Achtelfinale    |
| 11. | Joʻrabek Karimov        | Viertelfinale   |
| 12. | Miomir Kecmanović       | Achtelfinale    |
| 13. | Benjamin Sigouin        | 1. Runde        |
| 14. | Jurij Rodionov          | 1. Runde        |
| 15. | Wu Yibing               | 2. Runde        |
| 16. | John McNally            | Achtelfinale    |

## Juniorinneneinzel
Setzliste
| Nr. | Spielerin            | Erreichte Runde |
| --- | -------------------- | --------------- |
| 01. | Olessja Perwuschina  | Halbfinale      |
| 02. | Rebeka Masarova      | Achtelfinale    |
| 03. | Amanda Anisimova     | Achtelfinale    |
| 04. | Anastassija Potapowa | Sieg            |
| 05. | Kayla Day            | Halbfinale      |
| 06. | Bianca Andreescu     | Achtelfinale    |
| 07. | Dajana Jastremska    | Finale          |
| 08. | Sofia Kenin          | Viertelfinale   |

| Nr. | Spielerin             | Erreichte Runde |
| --- | --------------------- | --------------- |
| 09. | Usue Maitane Arconada | Viertelfinale   |
| 10. | Olga Danilović        | Achtelfinale    |
| 11. | Yūki Naitō            | 1. Runde        |
| 12. | Katie Swan            | 1. Runde        |
| 13. | Kaja Juvan            | 1. Runde        |
| 14. | Katarina Sawazka      | Achtelfinale    |
| 15. | Jelena Rybakina       | 1. Runde        |
| 16. | Mai Hontama           | 2. Runde        |

## Juniorendoppel
Setzliste
| Nr. | Paarung                                | Erreichte Runde |
| --- | -------------------------------------- | --------------- |
| 01. | Félix Auger-Aliassime Denis Shapovalov | Finale          |
| 02. | Kenneth Raisma Stefanos Tsitsipas      | Sieg            |
| 03. | Miomir Kecmanović Casper Ruud          | Halbfinale      |
| 04. | Benjamin Sigouin Louis Weßels          | Halbfinale      |

| Nr. | Paarung                                         | Erreichte Runde |
| --- | ----------------------------------------------- | --------------- |
| 05. | Chung Yun-seong Jay Clarke                      | 1. Runde        |
| 06. | Tomás Martín Etcheverry Genaro Alberto Olivieri | 1. Runde        |
| 07. | Alex de Minaur Blake Ellis                      | Viertelfinale   |
| 08. | John McNally J. J. Wolf                         | Achtelfinale    |

## Juniorinnendoppel
Setzliste
| Nr. | Paarung                                  | Erreichte Runde |
| --- | ---------------------------------------- | --------------- |
| 01. | Olessja Perwuschina Anastassija Potapowa | Halbfinale      |
| 02. | Amanda Anisimova Alexandra Sanford       | Viertelfinale   |
| 03. | Kaja Juvan Iga Świątek                   | Halbfinale      |
| 04. | Usue Maitane Arconada Claire Liu         | Sieg            |

| Nr. | Paarung                          | Erreichte Runde |
| --- | -------------------------------- | --------------- |
| 05. | Sofia Kenin Monika Kilnarová     | Viertelfinale   |
| 06. | Kayla Day Taylor Johnson         | Achtelfinale    |
| 07. | Mai Hontama Chihiro Muramatsu    | 1. Runde        |
| 08. | Jodie Anna Burrage Panna Udvardy | Achtelfinale    |

## Herreneinzel-Rollstuhl
Setzliste
| Nr. | Spieler         | Erreichte Runde |
| --- | --------------- | --------------- |
| 01. | Stéphane Houdet | Halbfinale      |
| 02. | Joachim Gérard  | Halbfinale      |

## Dameneinzel-Rollstuhl
Setzliste
| Nr. | Spielerin       | Erreichte Runde |
| --- | --------------- | --------------- |
| 01. | Jiske Griffioen | Sieg            |
| 02. | Yui Kamiji      | Erste Runde     |

## Herrendoppel-Rollstuhl
Setzliste
| Nr. | Paarung                        | Erreichte Runde |
| --- | ------------------------------ | --------------- |
| 01. | Stéphane Houdet Nicolas Peifer | Finale          |
| 02. | Alfie Hewett Gordon Reid       | Sieg            |

## Damendoppel-Rollstuhl
Setzliste
| Nr. | Paarung                        | Erreichte Runde |
| --- | ------------------------------ | --------------- |
| 01. | Yui Kamiji Jordanne Whiley     | Sieg            |
| 02. | Jiske Griffioen Aniek van Koot | Finale          |